# Ossi Mildh
Ossi Mildh   (Hèlsinki, 12 de maig de 1930 - Hèlsinki, 16 de setembre de 2015) fou un atleta finlandès, especialista en els 400 metres tanques, que va competir durant la dècada de 1950.
El 1952 va prendre part en els Jocs Olímpics d'Estiu de Hèlsinki, on disputà dues proves del programa d'atletisme. En ambdues quedà eliminat en sèries. Quatre anys més tard, als Jocs de Melbourne, tornà a disputar dues proves del programa d'atletisme, en què novament quedà eliminat en sèries.
En el seu palmarès destaquen dues medalles de bronze al Campionat d'Europa d'atletisme de 1954. En els 400 metres tanques finalitzà rere Anatoliy Yulin i Yuriy Lituyev, mentre en els 4x400 metres formà equip amb Raimo Graeffe, Rolf Back i Voitto Hellsten.
Va guanyar sis campionats nacionals: en els 400 metres el 1953, en els 110 metres tanques el 1957 i en els 400 metres tanques el 1953, 1954, 1957 i 1958. Millorà el rècord finlandès dels 400 metres tanques i dels 4x400 metres.

## Millors marques
- 400 metres. 48.6" (1954)
- 400 metres tanques. 51.5 (1954)[2][7]